# Bitva u Želenic
Bitva u Želenic (německy Sellnitz) nedaleko Bíliny proběhla 23. září 1438 a byla jedinou větší bitvou válek o nástupnictví po smrti císaře Zikmunda v letech 1438–1439. V bitvě se střetly oddíly příznivců polského Kazimíra s částí vojsk krále Albrechta, sasko-braniborskými oddíly ustupujícími ze země a doprovázenými oddíly Jakoubka z Vřesovic. Díky obratné taktice Jakoubka z Vřesovic drtivě zvítězil saský kurfiřt Fridrich II.

## Historické souvislosti
Po smrti císaře Zikmunda se měl podle jeho vůle stát českým králem Albrecht Habsburský, manžel jeho dcery Alžběty. Významná část českých stavů, především východočeští utrakvisté, Albrechtovo nástupnictví nechtěla uznat a nabídla českou korunu Kazimírovi, bratru polského krále. Albrecht se sice nechal 29. června 1438 v Praze korunovat, ale spojená vojska jeho protivníků posílená o polské jednotky vytáhla proti němu a jeho spojencům. Hlavními osobnostmi „polské“ strany byli Hynce Ptáček z Pirkštejna a Bedřich ze Strážnice, k podporovatelům Albrechta patřili zejména Oldřich z Rožmberka a Menhart z Hradce, ale také bývalý husitský hejtman Jakoubek z Vřesovic. Kromě českých a rakouských oddílů bojovaly na „rakouské“ straně oddíly saské a braniborské, které si Albrecht jako římský král pozval na pomoc. Vojska se setkala u Tábora, který se Albrecht neúspěšně pokoušel dobýt. K rozhodné bitvě nedošlo a po řadě šarvátek a neúspěšných jednáních Albrechtova vojska po pěti týdnech (15. září 1438) od Tábora odtáhla. Doprovodem říšských jednotek při odchodu z Čech pověřil Albrecht Jakoubka z Vřesovic.

## Bitva
Za ustupujícím sasko-braniborským vojskem Fridricha Saského (Míšeňského) doprovázeným oddíly Jakoubka z Vřesovic vyrazily jízdní oddíly českých utrakvistů s několika sty polských jezdců, k nimž se přidaly posily ze Žatce, Loun a Slaného. Veliteli byli Petr Holický ze Šternberka, Petr ze Zvířetic, Václav Carda z Petrovic, Svojše ze Zahrádky a jiní. Dostihly je u vsi Želenice, ale zablokovat přechod přes řeku Bílinu se jim nepodařilo. Žádost Jakoubka z Vřesovic, aby vojsku opouštějícímu zemi nechali volný průchod, velitelé česko-polského vojska odmítli. Jakoubek měl z husitských válek mnoho zkušeností a nepřítele vlákal do léčky podobné, jaká byla využita v bitvě u Lipan. Když se nepřátelé pokusili napadnout jeho zadní voj, jeho vojáci předstírali útěk a vylákali útočníky tam, kde za lesním porostem čekala ukrytá záloha. Rychlým protiútokem pak Jakoubek česko-polské vojsko na hlavu porazil – byla zabita nebo zajata téměř polovina z celkového počtu. Mezi zajatci odvedenými do Mostu a poté do Míšně byl i Petr Holický. Prameny uvádějí, že strana poražených měla více než 500 padlých a 1657 mužů se dostalo do zajetí.

## Následné události
Po vítězné bitvě u Želenic vycítil Albrecht možnost podrobit si žatecko-lounský svaz a pověřil tím opět Jakoubka z Vřesovic. Jakoubkův útok na Louny však neuspěl, Bedřich ze Strážnice spolu s Václavem Cardou ho úspěšně odrazili. V následujícím období boje mezi stranami pokračovaly, pokračovala však i jednání (mimo jiné i o osudu zajatců od Želenic). Poláci, kteří se cítili ohroženi ze strany Uher a Litvy, později svá vojska z Čech stáhli. Do sporu se vložil i papež a basilejský koncil vysláním legátů na jednání ve Vratislavi v lednu 1439. V únoru uzavřel Albrecht s polským králem Vladislavem příměří. Když potom 27. října 1439 král Albrecht nečekaně zemřel, Ptáčkova strana polskou kandidaturu již nepodporovala.

## Místo bitvy
Dle želenické kroniky se bitva odehrála na úpatí Želenického vrchu. V kronice se mj. uvádí, že zde v roce 1923 nalezl rolník při orbě několik poměrně zachovalých zbraní a mincí z té doby. Místo bitvy je však sporné, protože podle Palackého Jakoubek „táhl … za Bílinu“, tj. bitva se mohla odehrát i na druhém břehu řeky.
V roce 2013 byl u příležitosti 575. výročí odhalen v Želenicích pomník bitvy u Želenic. Stojí naproti městskému úřadu.